# Dansk Melodi Grand Prix 1978
Dansk Melodi Grand Prix 1978 blev afholdt den 25. februar i Tivolis Koncertsal i København. Programmet blev sendt direkte på DR, og værten var Jørgen de Mylius. Vindermelodien blev "Boom Boom" med Mabel, der deltog den 22. april i Eurovision Song Contest 1978 i Paris, Frankrig, hvor den opnåede en placering som nr. 16 af 20 sange.
Det var første gang i 12 år, at Danmark deltog i Melodi Grand Prix. I 1966 resulterede den danske deltagelse i nogle meget dårlige medieomtaler, og det blev besluttet, at Danmark ville stoppe den årlige afholdelse af Grand Prix'erne. I 1978 var opbakningen for en genoptagelse af Melodi Grand Prix imidlertid meget tydelig, for der var over 500 tilmeldte sange. Heraf blev der udvalgt 6 til denne finale, hvor disse blev spillet to gange. Først i én rækkefølge og så den direkte modsatte. Kapelmester var Ole Kurt Jensen, men en del af holdene havde sin egen dirigent. Dirigent for Flair var komponist Peder Kragerup, Grethe Ingmann havde Leif Pedersen og Mabel havde Helmer Olesen.
I pausen inden afstemningen blev en række tidligere grandprix-deltagere interviewet, herunder Gustav Winckler, Birthe Wilke, Bjørn Tidmand, Birgit Brüel, Ellen Winther og Ulla Pia.
Publikums reaktioner under afstemningen var kraftigt domineret af unge pigers begejstrede skrig, hver gang Mabel fik tildelt points.

## Tildeling af points
Pointsene blev tildelt af 8 juryer bestående af 11 personer hver. Hver af de 11 havde mellem 1 og 5 points til hver sang. Juryerne lagde så alle points sammen, og afgav sluttelig 6, 5, 4, 3, 2 og 1 points til deltagerne. Juryerne kom fra følgende byer: Aabenraa, Næstved, Rønne, Aalborg, Odense, Holstebro, København og Aarhus.
Mabel fik tildelt de 6 top-points af alle på nær to juryer, hvor de fik 5.

## Resultat
| Nr. | Solist / Gruppe         | Sangtitel                   | Komponist/Tekstforfatter          | Placering | Points |
| --- | ----------------------- | --------------------------- | --------------------------------- | --------- | ------ |
| 1   | Brødrene Olsen          | San Francisco               | Jørgen Olsen                      | 2         | 37     |
| 2   | Flair                   | Du var superstar            | Lasse Lunderskov / Peder Kragerup | 3         | 29     |
| 3   | Daimi & Birds of Beauty | Tornerose                   | Karsten Vogel / Niels Erik Wille  | 6         | 9      |
| 4   | Grethe Ingmann          | Eventyr                     | Leif Pedersen / Keld Heick        | 5         | 23     |
| 5   | Mabel                   | Boom boom                   | Mabel                             | 1         | 46     |
| 6   | Ulla Neumann            | Hvem, hvad og hvorfor ikke? | Simon Rosenbaum                   | 4         | 24     |

### Pointfordeling
| Sang                        | Aabenraa | Næstved | Rønne | Aalborg | Odense | Holstebro | København | Aarhus | Points | Placering |
| --------------------------- | -------- | ------- | ----- | ------- | ------ | --------- | --------- | ------ | ------ | --------- |
| San Francisco               | 5        | 3       | 6     | 5       | 4      | 5         | 4         | 5      | 37     | 2         |
| Du var superstar            | 4        | 2       | 4     | 3       | 2      | 4         | 6         | 4      | 29     | 3         |
| Tornerose                   | 1        | 1       | 2     | 1       | 1      | 1         | 1         | 1      | 9      | 6         |
| Eventyr                     | 2        | 5       | 3     | 2       | 3      | 3         | 3         | 2      | 23     | 5         |
| Boom boom                   | 6        | 6       | 5     | 6       | 6      | 6         | 5         | 6      | 46     | 1         |
| Hvem, hvad og hvorfor ikke? | 3        | 4       | 1     | 4       | 5      | 2         | 2         | 3      | 24     | 4         |

## Tilbagevendende deltagere
| Deltager       | Årstal                           |
| -------------- | -------------------------------- |
| Daimi          | 1965                             |
| Grethe Ingmann | 1963 (sammen med Jørgen Ingmann) |